# The Family (1973)
The Family is een Nederlandse film uit 1973 onder regie van Lodewijk de Boer, gebaseerd op zijn gelijknamig toneelstuk.

## Verhaal
Doc, Kil en Gina zijn twee grofgebekte broers en een losbandige maar zwijgzame zus die samenwonen in een kraakpand. Al heel zijn leven zorgt Doc, het hoofd van de familie, voor zijn broer en zus, die beiden geestelijk onderontwikkeld zijn. Kil heeft regelmatig last van driftbuien en is bang dat Doc zal verhuizen met zijn vriendin Branka, en Gina doet niet anders dan mannen verleiden in onthullende outfits, inclusief haar eigen broers. Ondanks de haat-liefderelatie met zijn broer en zus is Doc zeer gehecht aan zijn familie, en hoewel ze gewelddadig zijn voor vreemdelingen, weet het drietal dat ze op elkaar kan rekenen.
Aan het begin van de film wordt het kraakpand bezocht door Cabotin, een verzekeringsman die overweegt een lening te verstrekken aan Doc voor zijn mysterieuze handel. Hij voelt zich niet op zijn gemak tussen de drie mensen, die uit een ander sociaal milieu komen, en hij wordt weggejaagd door Doc als Gina hem verleidt tot seks. Vervolgens krijgt het stel bezoek van Branka. Tot grote ergernis van Doc zorgen Kil en Gina ervoor dat Branka zich niet thuis voelt, uit angst dat ze Doc zal laten vervreemden van hen. Pas nadat Doc aankondigt dat ze bij hen zal intrekken, wordt Branka geaccepteerd. Het gaat zelfs zover dat ze het bed deelt met Gina, met een intiem moment tot gevolg.
Dit wordt abrupt verstoord door een onverwachts bezoek van de van hen vervreemde vader. Kil, die al tijdenlang streeft naar een vaderfiguur, ontvangt hem met open armen, maar Doc vindt Paps een landverrader en lafaard en hij voelt zich bovendien in de steek gelaten. Niettemin krijgt Paps permissie om tijdelijk bij zijn kinderen te overnachten. Tot grote ergernis van de meiden, brengt Paps nare herinneringen naar boven. Hij beschuldigt Gina's oom ervan haar te hebben verkracht toen ze elf jaar oud was, wat de oorzaak zou zijn van haar stilte. Gina heeft moeite om naar haar vader te luisteren, schreeuwt haar woede uit en reageert zich op hem af. Voor Branka wordt het duidelijk dat Paps degene was die Gina heeft verkracht, wat aanleiding is om hem uit huis te trappen.
Vlak daarna stormt Guus, de ex-genoot van Branka, het huis binnen om onrust te zaaien. Na een lange ruzie zorgt een verkleedpartij voor vrede. Guus stelt het viertal voor aan zijn verloofde Della, die met haar verleidelijke karakter zorgt voor onderlinge spanningen. Vlak nadat Branka aankondigt zwanger te zijn en daarom weg te gaan, wordt het pand bezocht door de chic geklede en kalme Blammer, die de familie belachelijk maakt. Gina voelt zich lastiggevallen en steekt een keukenmes in zijn nek. Doc, Gina en Kil proberen het lijk te dumpen, maar ze komen al snel tot de ontdekking dat het pand is omsingeld door de politie. Uiteindelijk wordt het drietal doodgeschoten.

## Rolbezetting
| Acteur                | Personage          |
| --------------------- | ------------------ |
| Huib Broos            | Doc                |
| Martine Crefcoeur     | Gina               |
| Gees Linnebank        | Kil                |
| Cocki Boonstra        | Branka             |
| Wim Kouwenhoven       | Paps               |
| Pieter Lutz           | Cabotin            |
| Wim de Meyer          | Guus van der Steeg |
| Willeke van Ammelrooy | Della              |
| Eric Schneider        | J.P. Blammer       |

## Achtergrond
Door het succes van het toneelstuk The Family werd gekozen voor een verfilming. De rol van Della was bedoeld voor Brûni Heinke, maar zij werd door ziekte vervangen door Willeke van Ammelrooy. Van Ammelrooy had in 1968 de rol van Gina gespeeld in een televisieaflevering.
De pers reageerde verdeeld. Critici hadden moeite met de hardheid van The Family, een destijds ongekend kenmerk in een Nederlandse film. Anderen klaagden over de theatrale aanpak die niet aansloot bij het intiemere medium film. In 1989 kwam de film opnieuw in circulatie, maar trok toen geen publiek. Van Ammelrooy noemde het in haar autobiografie "een van de leukste films waaraan [ze heeft] meegedaan".
1896-1909 · 1910-19 · 1920-29 · 1930-39 · 1940-49 · 1950-59 · 1960-69 · 1970-79 · 1980-89 · 1990-99 · 2000-09 · 2010-19
· 2020-29